# Tour de France Femmes 2024
El Tour de França Femení de 2024, (oficialment Tour de France Femmes avec Zwift), fou la tercera edició del Tour de França femení, una de les tres Grans Voltes ciclistes femenines. Fou la vint-i-dosena prova del calendari de l'UCI Women's World Tour de 2024 i l'organitzà Amaury Sport Organisation (ASO).
La polonesa Katarzyna Niewiadoma (Canyon-SRAM Racing) en fou la vencedora amb un marge de 4 segons sobre la vigent campiona, la neerlandesa Demi Vollering (Team SD Worx-Protime) i 10 sobre la també neerlandesa Pauliena Rooijakkers (Fenix-Deceuninck).

## Presentació de la prova
La tercera edició del Tour de França femení es disputà del 12 al 18 d’agost del 2024 i tingué vuit etapes. A diferència de les dues edicions precedents, aquest cop, el Tour no començava coincidint amb la darrera etapa del Tour de França masculí, sinó que, a causa de la celebració dels Jocs Olímpics a París, ho féu entre la finalització d'aquests i l'inici dels Jocs Paralímpics. Un altre tret diferencial fou la celebració del Grand Départ ala Països Baixos, essent així la primera vegada que la prova començava a l'estranger.
En efecte, tal com la directora de la cursa, Marion Rousse, havia anunciat durant l'inici de l'edició precedent, la sortida fou a Rotterdam. A l'octubre de 2023, es va fer la presentació del recorregut i es va desvetllar que la darrera etapa acabaria al cim de l'Aup d’Uès. En total, hi hagué tres etapes planes, dues de mitja muntanya, dues d’alta muntanya consecutives i una contrarellotge individual que conformaven un recorregut de 946,3 km en els set dies de competició –el 13 d’agost hi hagué dues etapes. A banda dels Països Baixos, la prova també transcorregué per Bèlgica i, de fet, només hi hagué quatre etapes sobre territori francès.

## Equips
| UCI Women's WorldTeams (15)- AG Insurance-Soudal Team - Canyon-SRAM Racing - Ceratizit-WNT Pro Cycling - FDJ-Suez - Fenix-Deceuninck - Human Powered Health - Lidl-Trek - Liv AlUla Jayco - Movistar Team - Roland - Team DSM-Firmenich PostNL - SD Worx-Protime - Team Visma \| Lease a Bike - UAE Team ADQ - Uno-X Mobility UCI Women's continental teams (7)- Arkea-B&B Hotels women - Cofidis - EF-Oatly-Cannondale - Laboral Kutxa-Fundacion Euskadi - Lotto Dstny Ladies - St Michel-Mavic-Auber93 - Tashkent City Women Professional Cycling Team |
| |

## Etapes
| Etapa    | Data      | Ciutats d'etapa                | type                      | Distància (km) | Vencedora de l'etapa | Líder de la general  |
| -------- | --------- | ------------------------------ | ------------------------- | -------------- | -------------------- | -------------------- |
| 1a etapa | 12 de ago | Rotterdam – la Haia            | etapa plana               | 123            | Charlotte Kool       | Charlotte Kool       |
| 2a etapa | 13 de ago | Dordrecht – Rotterdam          | etapa plana               | 69,7           | Charlotte Kool       | Charlotte Kool       |
| 3a etapa | 13 de ago | Rotterdam – Rotterdam          | contrarellotge individual | 6,3            | Demi Vollering       | Demi Vollering       |
| 4a etapa | 14 de ago | Valkenburg – Lieja             | etapa accidentada         | 122,7          | Puck Pieterse        | Demi Vollering       |
| 5a etapa | 15 de ago | Bastogne – Amnéville           | etapa plana               | 152,5          | Blanka Vas           | Katarzyna Niewiadoma |
| 6a etapa | 16 de ago | Remiremont – Morteau           | etapa accidentada         | 159,2          | Cédrine Kerbaol      | Katarzyna Niewiadoma |
| 7a etapa | 17 de ago | Champagnole – Le Grand-Bornand | etapa de muntanya         | 166,4          | Justine Ghekiere     | Katarzyna Niewiadoma |
| 8a etapa | 18 de ago | Le Grand-Bornand – L'Aup d'Uès | etapa de muntanya         | 149,9          | Demi Vollering       | Katarzyna Niewiadoma |

## Desenvolupament de la cursa
Cent cinquanta-tres ciclistes van començar el Tour de França de 2024 a Rotterdam en una primera etapa totalment plana on només hi havia una petita elevació a la sortida del túnel per sota del riu Scheur. L'italiana Cristina Tonetti (Laboral Kutxa - Fundación Euskadi) aconseguí passar-hi escapada, de manera que s'assegurà dur el mallot de líder de la muntanya, com a mínim, fins a la quarta etapa, ja que no hi havia més dificultats orogràfiques que puntuessin fins llavors. Un cop atrapada, Charlotte Kool (dsm-firmenich PostNL) va guanyar l'esprint final tot superant Anniina Ahtosalo (Uno-X Mobility), Elisa Balsamo (Lidl-Trek), Lotta Henttala (EF-Oatly-Cannondale) i Marianne Vos (Visma-Lease a Bike) i aconseguint el mallot groc de líder al seu país.
El segon dia del Tour es disputaven dues etapes, de manera que es recuperava una tradició que el Tour de França masculí havia deixat de banda l'any 1991. Al matí, les ciclistes s'enfrontaren a una etapa curta (69,7 km) i totalment plana entre Dordrecht i Rotterdam que acabà en esprint. Després que el pilot atrapés l'única escapada del dia, Audrey De Keersmaeker (Lotto Dstny), a falta de 10 km per l'arribada, Charlotte Kool va aconseguir imposar-se a les seves compatriotes Lorena Wiebes (SD Worx-Protime) i Marianne Vos i a Lotta Henttala i Elisa Balsamo. Gràcies a les bonificacions, Kool ampliava el seu lideratge a 14 segons sobre Anniina Ahtosalo i Wiebes abans de la contrarellotge de la tarda pels carrers de Rotterdam, una de les favorites de la qual, Grace Brown -flamant campiona olímpica en aquesta disciplina- havia patit una caiguda.
A la contrarellotge, de 6,3 km per Rotterdam, Demi Vollering (SD Worx-Protime) va fer un temps de 7:25 i va superar per cinc segons la nord-americana Chloe Dygert (Canyon-SRAM Racing) i la seva compatriota Loes Adegeert (FDJ-Suez). La fins llavors líder, Charlotte Kool, va arribar a 25 segons de Vollering i li va cedir el primer lloc. D'aquesta manera, la vigent campiona tornava a vestir el mallot groc i tenia 3 segons de marge sobre la seva companya d'equip Lorena Wiebes i cinc respecte cinc altres corredores, incloent-hi Kool.
L'endemà, el pilot deixava els Països Baixos i entrava a Bèlgica, en la darrera etapa que no passava per França. Puck Pieterse (Fenix-Deceuninck) va guanyar l'etapa en imposar-se a un esprint a tres a la líder de la general, Demi Vollering, i a Katarzyna Niewiadoma (Canyon-SRAM Racing). Pieterse va aconseguir d'aquesta manera la seva primera prova de carretera, ja que tot just havia fet el pas de la bicicleta de muntanya i el ciclocròs. Amb la victòria, Pieterse es col·locava en segona posició a la general 22 segons darrere de Vollering i davant de Niewiadoma, qui era a 34 segons de Vollering. A més, la jove neerlandesa, també aconseguia el liderat de la classificació de joves i la de la muntanya.
La cinquena etapa va suposar l'entrada a França del pilot i va comportar un nou canvi de líder quan, a manca de 6,3 km hi va haver una caiguda que va afectar Demi Vollering. Posteriorment, a 2,3 km, les nou corredores que havien quedat en un grup capdavanter després de la caiguda van atrapar Loes Adegeest, la darrera supervivent de les integrants de l'escapada, i, a falta de 1.200 metres, Niewiadoma va llançar un atac sobre la resta; però l'hongaresa Blanka Vas (SD Worx-Protime) aconseguia superar-la, de manera que la polonesa havia de tornar-se a conformar amb la segona posició de l'etapa. Liane Lippert (Movistar Team) i Kristen Faulkner (EF-Oatly-Cannondale) arribaven al mateix temps que la vencedora de l'etapa. Per la seva banda, Demi Vollering perdia 1'47" respecte Niewiadoma i queia al novè lloc en la general, quedant a 1'19" de la polonesa, la nova líder de la prova. Faulkner ascendia a la segona posició, a 19 segons, i Pieterse baixava a la tercera, a 22 segons de la líder.
El divendres, les ciclistes van disputar la segona etapa més llarga de la prova, que les acostava als Alps. A 14,5 km de l'arribada, Cédrine Kerbaol (CERATIZIT-WNT Pro Cycling Team) va atacar des del cim de la Côte des Fins i va aconseguir arribar a la meta de Morteau en solitari, aconseguint la primera victòria francesa al Tour des del 1989, quan ho aconseguí Jeannie Longo. Marianne Vos, que acabà segona just per davant de Liane Lippert, esdevingué la líder de la classificació dels punts. Per la seva banda, Kasia Niewiadoma es mantenia en primera posició a 16 segons de Kerbaol i a 19 de Kristen Faulkner. Finalment, la belga Justine Ghekiere (AG Insurance - Soudal Team) passava a liderar la classificació de la muntanya.
La penúltima etapa suposava el primer test dur de muntanya, que coincidia amb l'etapa més llarga del Tour (166,4 km). Les ciclistes havien de superar quatre ports de muntanya, incloent la Croix de la Serra de primera categoria, abans de l'ascens final a Le Grand-Bornand. La líder de la muntanya, Justine Ghekiere va aconseguir consolidar aquest lideratge tot imposant-se en solitari amb 1'15" de marge sobre, Maeva Squiban (Arkéa-B&B Hotels), que havia atacat des del grup on anaven les principals candidates a la victòria final; però que no va poder atrapar la belga. Demi Vollering ser la tercera etapa amb el mateix temps que la líder de la classificació general, Kasia Niewiadoma. Per tant, només va aconseguir reduir en els 4 segons de bonificació la distància amb ella i es trobava en vuitena posició a 1'15" de la polonesa, que tenia 27" d'avantatge sobre Puck Pieterse i 27 sobre Cedrine Kerbaol.
La darrera etapa duia les ciclistes des de Le Grand Bornand fins a l'Aup d'Uès (fora de categoria) passant pel coll del Glandon (fora de categoria), en el que representava el primer ascens a aquesta muntanya mítica pel ciclisme. Abans del primer port de la jornada (port de Tamie), 22 corredores van formar una escapada on hi havia 4 integrants de l'SD Worx-Protime, l'equip de Vollering; però durant l'ascens del Glandon, les quatre van ser absorbides pel pilot. Poc després, a 2,5 km del cim, Vollering va atacar en solitari i només la va poder seguir Pauliena Rooijakkers (Fenix-Deceuninck) i van aconseguir coronar el Glandon amb 57 segons de marge sobre Niewiadoma, que corria amb un grup reduït de 6 ciclistes. A manca de 25 km per l'arribada, Vollering i Rooijakkers tenien 1'15" sobre la polonesa, de manera que l'anterior vencedora del Tour havia aconseguir eixugar tota la diferència amb la líder. Quan Vollering va començar l'ascens a l'Aup d'Uès (13,8km al 8,1%) la distància entre les neerlandeses i el grup de la líder s'havia reduït a 44 segons; però a manca de 10 km per al final, havia tornat a augmentar a 1'05"; però a l'arribada, Vollering només va aconseguir treure 4 segons a Pauliena Rooijakkers i 1'01" a Evita Muzic (FDJ – SUEZ) i a Niewiadoma. Amb aquestes diferències, Niewiadoma es proclamava campiona amb només 4 segons per davant de Vollering i 10 sobre Rooijakkers.

## Classificacions finals

### Classificació general
| \| Classificació general \| Classificació general \| Classificació general \| Classificació general \| Classificació general \| \| Ciclista \| Ciclista \| Equip \| Temps \| \| \| --------------------- \| --------------------- \| ------------------------- \| --------------------- \| --------------------- \| \| 1r \| Katarzyna Niewiadoma \| Canyon-SRAM Racing \| 24h 36' 07" \| \| \| 2n \| Demi Vollering \| SD Worx-Protime \| + 4" \| \| \| 3r \| Pauliena Rooijakkers \| Fenix-Deceuninck \| + 10" \| \| \| 4t \| Évita Muzic \| FDJ-Suez \| + 1' 21" \| \| \| 5è \| Gaia Realini \| Lidl-Trek \| + 2' 19" \| \| \| 6è \| Cédrine Kerbaol \| Ceratizit-WNT Pro Cycling \| + 2' 51" \| \| \| 7è \| Sarah Gigante \| AG Insurance-Soudal Team \| + 7' 09" \| \| \| 8è \| Lucinda Brand \| Lidl-Trek \| + 8' 06" \| \| \| 9è \| Juliette Labous \| Team dsm-firmenich PostNL \| + 8' 07" \| \| \| 10è \| Thalita de Jong \| Lotto Dstny Ladies \| + 8' 12" \| \| |                      |                           |             |
| |                      |                           |             |
| Font: ProCyclingStats |                      |                           |             |
| Classificació general |                      |                           |             |
| Ciclista | Ciclista             | Equip                     | Temps       |
| 1r | Katarzyna Niewiadoma | Canyon-SRAM Racing        | 24h 36' 07" |
| 2n | Demi Vollering       | SD Worx-Protime           | + 4"        |
| 3r | Pauliena Rooijakkers | Fenix-Deceuninck          | + 10"       |
| 4t | Évita Muzic          | FDJ-Suez                  | + 1' 21"    |
| 5è | Gaia Realini         | Lidl-Trek                 | + 2' 19"    |
| 6è | Cédrine Kerbaol      | Ceratizit-WNT Pro Cycling | + 2' 51"    |
| 7è | Sarah Gigante        | AG Insurance-Soudal Team  | + 7' 09"    |
| 8è | Lucinda Brand        | Lidl-Trek                 | + 8' 06"    |
| 9è | Juliette Labous      | Team dsm-firmenich PostNL | + 8' 07"    |
| 10è | Thalita de Jong      | Lotto Dstny Ladies        | + 8' 12"    |

### Classificacions secundàries
| Classificació per punts | Classificació per punts | Classificació per punts    | Classificació per punts | Classificació per punts |
| Ciclista                | Ciclista                | Equip                      | Punts                   |                         |
| ----------------------- | ----------------------- | -------------------------- | ----------------------- | ----------------------- |
| 1r                      | Marianne Vos            | Team Visma \| Lease a Bike | 170 pts                 |                         |
| 2n                      | Lorena Wiebes           | SD Worx-Protime            | 110 pts                 |                         |
| 3r                      | Katarzyna Niewiadoma    | Canyon-SRAM Racing         | 99 pts                  |                         |
| 4t                      | Demi Vollering          | SD Worx-Protime            | 85 pts                  |                         |
| 5è                      | Blanka Vas              | SD Worx-Protime            | 75 pts                  |                         |

| Classificació per punts | Classificació per punts | Classificació per punts    | Classificació per punts | Classificació per punts |
| Ciclista                | Ciclista                | Equip                      | Punts                   |                         |
| ----------------------- | ----------------------- | -------------------------- | ----------------------- | ----------------------- |
| 1r                      | Marianne Vos            | Team Visma \| Lease a Bike | 170 pts                 |                         |
| 2n                      | Lorena Wiebes           | SD Worx-Protime            | 110 pts                 |                         |
| 3r                      | Katarzyna Niewiadoma    | Canyon-SRAM Racing         | 99 pts                  |                         |
| 4t                      | Demi Vollering          | SD Worx-Protime            | 85 pts                  |                         |
| 5è                      | Blanka Vas              | SD Worx-Protime            | 75 pts                  |                         |

| Classificació de la muntanya | Classificació de la muntanya | Classificació de la muntanya | Classificació de la muntanya | Classificació de la muntanya |
| Ciclista                     | Ciclista                     | Equip                        | Punts                        |                              |
| ---------------------------- | ---------------------------- | ---------------------------- | ---------------------------- | ---------------------------- |
| 1r                           | Justine Ghekiere             | AG Insurance-Soudal Team     | 46 pts                       |                              |
| 2n                           | Demi Vollering               | SD Worx-Protime              | 34 pts                       |                              |
| 3r                           | Puck Pieterse                | Fenix-Deceuninck             | 25 pts                       |                              |
| 4t                           | Katarzyna Niewiadoma         | Canyon-SRAM Racing           | 25 pts                       |                              |
| 5è                           | Pauliena Rooijakkers         | Fenix-Deceuninck             | 23 pts                       |                              |

| Classificació de la muntanya | Classificació de la muntanya | Classificació de la muntanya | Classificació de la muntanya | Classificació de la muntanya |
| Ciclista                     | Ciclista                     | Equip                        | Punts                        |                              |
| ---------------------------- | ---------------------------- | ---------------------------- | ---------------------------- | ---------------------------- |
| 1r                           | Justine Ghekiere             | AG Insurance-Soudal Team     | 46 pts                       |                              |
| 2n                           | Demi Vollering               | SD Worx-Protime              | 34 pts                       |                              |
| 3r                           | Puck Pieterse                | Fenix-Deceuninck             | 25 pts                       |                              |
| 4t                           | Katarzyna Niewiadoma         | Canyon-SRAM Racing           | 25 pts                       |                              |
| 5è                           | Pauliena Rooijakkers         | Fenix-Deceuninck             | 23 pts                       |                              |

| Classificació de la millor jove | Classificació de la millor jove | Classificació de la millor jove | Classificació de la millor jove | Classificació de la millor jove |
| Ciclista                        | Ciclista                        | Equip                           | Temps                           |                                 |
| ------------------------------- | ------------------------------- | ------------------------------- | ------------------------------- | ------------------------------- |
| 1r                              | Puck Pieterse                   | Fenix-Deceuninck                | 24h 44' 35"                     |                                 |
| 2n                              | Shirin van Anrooij              | Lidl-Trek                       | + 1' 07"                        |                                 |
| 3r                              | Marion Bunel                    | St Michel-Mavic-Auber 93        | + 4' 12"                        |                                 |

| Classificació de la millor jove | Classificació de la millor jove | Classificació de la millor jove | Classificació de la millor jove | Classificació de la millor jove |
| Ciclista                        | Ciclista                        | Equip                           | Temps                           |                                 |
| ------------------------------- | ------------------------------- | ------------------------------- | ------------------------------- | ------------------------------- |
| 1r                              | Puck Pieterse                   | Fenix-Deceuninck                | 24h 44' 35"                     |                                 |
| 2n                              | Shirin van Anrooij              | Lidl-Trek                       | + 1' 07"                        |                                 |
| 3r                              | Marion Bunel                    | St Michel-Mavic-Auber 93        | + 4' 12"                        |                                 |

| Classificació per equips | Classificació per equips | Classificació per equips | Classificació per equips |
| Equip                    | Equip                    | Temps                    |                          |
| ------------------------ | ------------------------ | ------------------------ | ------------------------ |
| 1r                       | Lidl-Trek                |                          |                          |
| 2n                       | FDJ-Suez                 |                          |                          |
| 3r                       | Movistar Team            |                          |                          |

| Classificació per equips | Classificació per equips | Classificació per equips | Classificació per equips |
| Equip                    | Equip                    | Temps                    |                          |
| ------------------------ | ------------------------ | ------------------------ | ------------------------ |
| 1r                       | Lidl-Trek                |                          |                          |
| 2n                       | FDJ-Suez                 |                          |                          |
| 3r                       | Movistar Team            |                          |                          |

## Evolució de les classificacions
| Etapa | Vencedora d'etapa | Classificació general | Classificació dels punts | Classificació de la muntanya | Classificació de joves | Classificació per equips  | Premi de la combativitat |
| ----- | ----------------- | --------------------- | ------------------------ | ---------------------------- | ---------------------- | ------------------------- | ------------------------ |
| 1     | Charlotte Kool    | Charlotte Kool        | Charlotte Kool           | Cristina Tonetti             | Anniina Ahtosalo       | Ceratizit-WNT Pro Cycling | Iurani Blanco            |
| 2     | Charlotte Kool    | Charlotte Kool        | Charlotte Kool           | Cristina Tonetti             | Anniina Ahtosalo       | Ceratizit-WNT Pro Cycling | Audrey De Keersmaeker    |
| 3     | Demi Vollering    | Demi Vollering        | Charlotte Kool           | Cristina Tonetti             | Anniina Ahtosalo       | Team SD Worx-Protime      | no entregat              |
| 4     | Puck Pieterse     | Demi Vollering        | Charlotte Kool           | Puck Pieterse                | Puck Pieterse          | EF-Oatly-Cannondale       | Justine Ghekiere         |
| 5     | Blanka Vas        | Katarzyna Niewiadoma  | Charlotte Kool           | Puck Pieterse                | Puck Pieterse          | Lidl-Trek                 | Shirin van Anrooij       |
| 6     | Cédrine Kerbaol   | Katarzyna Niewiadoma  | Marianne Vos             | Justine Ghekiere             | Puck Pieterse          | Lidl-Trek                 | Cédrine Kerbaol          |
| 7     | Justine Ghekiere  | Katarzyna Niewiadoma  | Marianne Vos             | Justine Ghekiere             | Puck Pieterse          | Lidl-Trek                 | Julie van de Velde       |
| 8     | Demi Vollering    | Katarzyna Niewiadoma  | Marianne Vos             | Justine Ghekiere             | Puck Pieterse          | Lidl-Trek                 | Demi Vollering           |
| Final | Final             | Katarzyna Niewiadoma  | Marianne Vos             | Justine Ghekiere             | Puck Pieterse          | Lidl-Trek                 | Demi Vollering           |

1. ↑  Durant la segona i tercera etapes, Marianne Vos, segona en la classificació per punts, va portar el mallot verd ja que la primera classificada, Charlotte Kool, també era líder de la general i portava el mallot groc.
2. ↑  Durant la cinquena i sisena etapes, Shirin van Anrooij, segona en la classificació de les joves, va portar el mallot blanc ja que la primera classificada, Puck Pieterse, també era líder de la classificació de la muntanya i portava el mallot blanc amb punts vermells.